# Kiss Orsolya
Kiss Orsolya, művésznevén Kisó (Budapest, 1980. június 24. –) műsorvezető.

## Életrajz
Kétéves volt, amikor az egész család Bagdadba költözött. Öt évet éltek kint, ennek köszönhetően perfektül beszél angolul – nemzetközi iskolába járt. 
Nyolcéves korától műkorcsolyázott, 11 évig versenyszerűen űzte ezt a sportot. 16 éves korától jégrevüket koreografált: például a Duna Pláza bevásárlóközpont jegén bemutatásra került Grease, Aladdin, Anasztázia, Moulin Rouge az ő nevéhez fűződik. 1999-től aerobikot kezdett oktatni, majd 2000-től, miután már hivatalosan is edző lett, tae bót is. 1999-ben abbahagyta a versenyzést, ám 2001-ben visszatért a jégre immáron edzőként. Nem a jégen, hanem szárazon segítette a versenyzők felkészülését. Többek között Póth Diánát is tanította. 2000-ben a rádiózásba is belekóstolt: Havas Henrik internetes rádiójánál dolgozott, először asszisztensként, idővel pedig minden pénteken kétórás élő műsort vezetett és szerkesztett. 2001 nyarán újságírói gyakornoknak jelentkezett a Blikkhez. Hét hónap után státuszt kapott a lapnál.
2003 nyarán úgy érezte, váltani szeretne. Egy barátnője jelentkezett a nevében a VIVA műsorvezető-válogatására. Összeszedte minden bátorságát, és elment a castingra. Szerencsével járt: 2003 szeptemberétől Magyarország egyetlen zenei csatornájának csapatát erősítette. 2009 januárjában, 5 év után otthagyta a zenecsatornát.
2009 novemberében elindult a Class FM (Magyarország vezető országos rádióállomása), szerkesztőként (Class 40 Kovács Áronnal) és műsorvezetőként (Class 40, Class Magyarok) dolgozott ott. 2014 augusztusától a Class Night hétvégi műsorvezetője is volt.
2011. július 30-tól az M1, majd később a Duna SzerencseSzombat műsorának egyik műsorvezetője.
2016 májusától 2018 novemberéig az egykori Rock FM RockReggel című műsorának műsorvezetője volt Bűdi Szilárd és Kovács Áron mellett.
2019 őszén részt vett a TV2 Catch! – Úgyis utolérlek! műsorában. Az adás során megsérült, kórházba szállították. 
2020 augusztus 15-én Kovács Áronnal élő adásban jelentették be távozásásukat a SzerencseSzombat-ból. 
2021 januárban érkezett a hír, hogy Kovács Áronnal visszatérnek az éterbe, a Sláger FM csapatát erősítik. Közös műsoruk a Slágerlista, Orsi önálló műsora a SlágerKoncert – magyar zenekarok élőben muzsikálnak, a dalok között beszélget velük. 
A rádió számára angolul készít interjúkat nemzetközi előadókkal. Például 2022 áprilisában Michael Bublé-val beszéllgetett.
2021 november 14-én az MTV Europe Music Awards magyar háziasszonya volt. A gálát Budapesten rendezték meg, a Papp László Budapest Sportarénában. Kisó a vörös szőnyegen fogadta a sztárokat, fellépőket, illetve az élő "pre-show"-t vezette – 30 percig hájpolta a közönséget és felkonferálta a nyitóprodukciót, Ed Sheerant és zenekarát. A felkérés kapcsán így nyilatkozott: "Ez egy nagyon komoly visszacsatolás számomra. A britek nem azt nézték, hogy ki-mekkora sztár Magyarországon, kinek-mekkora a követőbázisa a social médiában. Nekik az én nevem pont annyit mondott, mint a legnépszerűbb hazai sztároké. Semmit. Kizárólag szakmai alapon döntöttek." – mondta Kisó. A casting 2 fordulós volt, először egy angol demo-hanganyagot kellett küldeni, majd videóhívás keretében interjúztatták. 
2022-től egyre több angol esemény házigazdájaként tűnik fel. 
2022 június elsején letették a debreceni BMW-gyáralapkövét. Kisó volt a ceremónia háziasszonya. A rendezvényen beszédet mondott: Szijjártó Péter, Hans-Peter Kemser, Dr Milan Nedeljkovic. 
2022 június 4-én, 5-én szintén ő volt az egyik angol szpíker az EHF Final4 Woman sporteseményen.
A 2022-es úszó-világbajnokságon (19th FINA World Championships 2022) a szinkronúszás versenyek angol háziasszonya volt.
2022 július 28-án a Shell F1 VIP rendezvényének moderátora volt. Interjút készített Valeria Loreti-vel, a Shell F1 üzemanyag-fejlesztési igazgatójával; Mattia Binotto-val, a Scuderia Ferrari csapatfőnökével, továbbá Kapitány Istvánnal, a Shell globális alelnökével. 
Civil munka
Igyekszik több lábon állni, 2006 óta projekt-megbízásokat vállal PR-esként és rendezvényszervezőként. 
2009-2011 között a Bricostore Hungária roadshow-it szervezte; partnerei között van a Bravostore Kft, az iSTYLE.
Bölcsész diplomáját, ezen belül is PR-tudását/tapasztalatát legutóbb 2020 április és 2022 április között az EHB 2022 munkatársaként kamatoztatta – a cég felelt a 2022-es magyar-szlovák közös rendezésű férfi kézilabda Európa-bajnokság szervezéséért. Hivatalosan projektmenedzser volt, a gyakorlatban a magyar válogatott tagjaival dolgozott, ő kontrollálta a bulvármegjelenéseket; illetve az EB alatt előbb a szegedi eseményeket koordinálta (csoportkör), majd a középdöntőktől a budapesti munkatársakat segítette. 
Sportvonal
Élsportolói pályafutása után aktív maradt. 2000-ben aerobik és Tae Bo edzői végzettséget szerzett, 2009-ben személyi edző, illetve sportedző lett. 1999 óta tart csoportos órákat. 2011-2017 között a Life1 Corvin Wellness edzője volt. 2018-ban saját lábra állt, Fitt szezON programjával elsősorban 30 év feletti nőknek segít életmódot váltani. A covid óta online teszi mindezt. 
2005 óta ősszel-télen bikram jógázik. 
2017 óta az Ötpróba sporteseményein ő tartja a bemelegítéseket. 3 alkalommal volt a Vzesgála háziasszonya. (2018, 2019, 2021).
2019-ben, amikor a TV2 Catch! című műsorára készült, crossfitre kezdett járni. Sosem gondolta volna, de annyira megszerette ezt a mozgásformát, hogy azóta is rendszeresen jár.